# Тегельне поле
Тегельне поле (словац. Tehelné pole) — спортивний комплекс у Братиславі, Словаччина, що був побудований у 1939 році та знесений у 2013 році. Використовувався в основному для проведення футбольних матчів братиславського «Слована» та національних збірних (Чехословаччина до 1992 року і Словаччина з 1993 року).
Після його знесення, на цьому місці у 2019 році було відкрито Національний футбольний стадіон.

## Історія
Будівництво арени почалося в 1939 році за часів Першої Словацької Республіки. Оскільки нацистська Німеччина окупувала Петржалку, де знаходився стадіон «Слована», у місті Братислава більше не було спортивної споруди. Будівництво тривало кілька років, хоча урочисте відкриття стадіону відбулося 27 жовтня 1940 року у матчі між господарем стадіону, «Слованом» та німецьким клубом «Герта», який завершився з нічийним рахунком (2:2). На момент завершення робіт місткість стадіону становила 25 000 місць.
У 1941—1943 роках тут 5 матчів провела збірна Словаччина (7 вересня 1941 — перший міжнародний матч Словаччина — Хорватія), після чого стала виступати відновлена збірна Чехословаччини. Вона виступала практично лише в Празі до Другої світової війни, а «Тегельне поле» стало постійною домашньою ареною чехословацької збірної з 1948 року. До складу комплексу входив також комплекс із трьох басейнів, відкритих у 1939 році.
У 1961 році стадіон значно розширили, в результаті чого була додана друга трибуна, що збільшило його місткість до 45 000 глядачів, встановлено табло та нічне освітлення, нарешті оновлено газон. Ці розширення зробили його найбільшим стадіоном у країні (гігантський Страговський стадіон у Празі не використовувався для проведення футбольних матчів). Наступного року через дорогу побудували другий, скромніший стадіон «Пасьєнки».
До 1992 року стадіон прийняв загалом 37 матчів збірної Чехословаччини, включаючи престижну перемогу над Бразилією в 1968 році (3:2), а також вирішальні переможні матчі з Англією (2:1) і Радянським Союзом (2:0) у відборі на Євро-1976. 19 серпня 1992 року тут пройшов останній матч збірної Чехословаччини проти Австрії (2:2).
У 1990-х роках, після розділу Чехословаччини, стадіон модернізували, а його місткість зменшили до 30 087 місць. 20 квітня 1994 року на цьому стадіоні вперше зіграла відновлена футбольна збірна Словаччини, зігравши проти збірної Хорватії. Словаки в цьому матчі перемогли хорватів з рахунком 4:1.
На арені проходили матчі в рамках молодіжного чемпіонату Європи з футболу 2000 року — «Тегельне поле» прийняло чотири гри турніру, в тому числі фінал.
У сезоні 2005/06 «Тегельне поле» було домашньою ареною «Артмедії» в Лізі чемпіонів, оскільки їх власний стадіон («Петржалка») не відповідав мінімальним стандартам УЄФА.
Проте, оскільки стадіон був занедбаним, у 2006 році було вирішено його зруйнувати, щоб мати можливість збудувати на його місці сучасний стадіон. Стадіон був остаточно закритий у 2009 році, 14 листопада 2009 року тут пройшов останній матч збірної Словаччини проти США (0:1, переможний гол забив Марек Гамшик на 26-й хвилині з пенальті, це також був останній гол в історії цього стадіону), а 25 листопада — останній футбольний матч, в якому «Слован» приймав «Спартак» (Миява) у чвертьфіналі Кубка Словаччини (0:0).
Знесення стадіону почалося з великим запізненням, в середині 2013 року, а у березні 2015 року було розпочато будівництво на цьому місці нової арени. Національний футбольний стадіон урочисто відкрили в березні 2019 року. З 2009 по 2018 роки братиславський «Слован» проводив свої домашні ігри на сусідньому стадіоні «Пасьєнки».

## Галерея

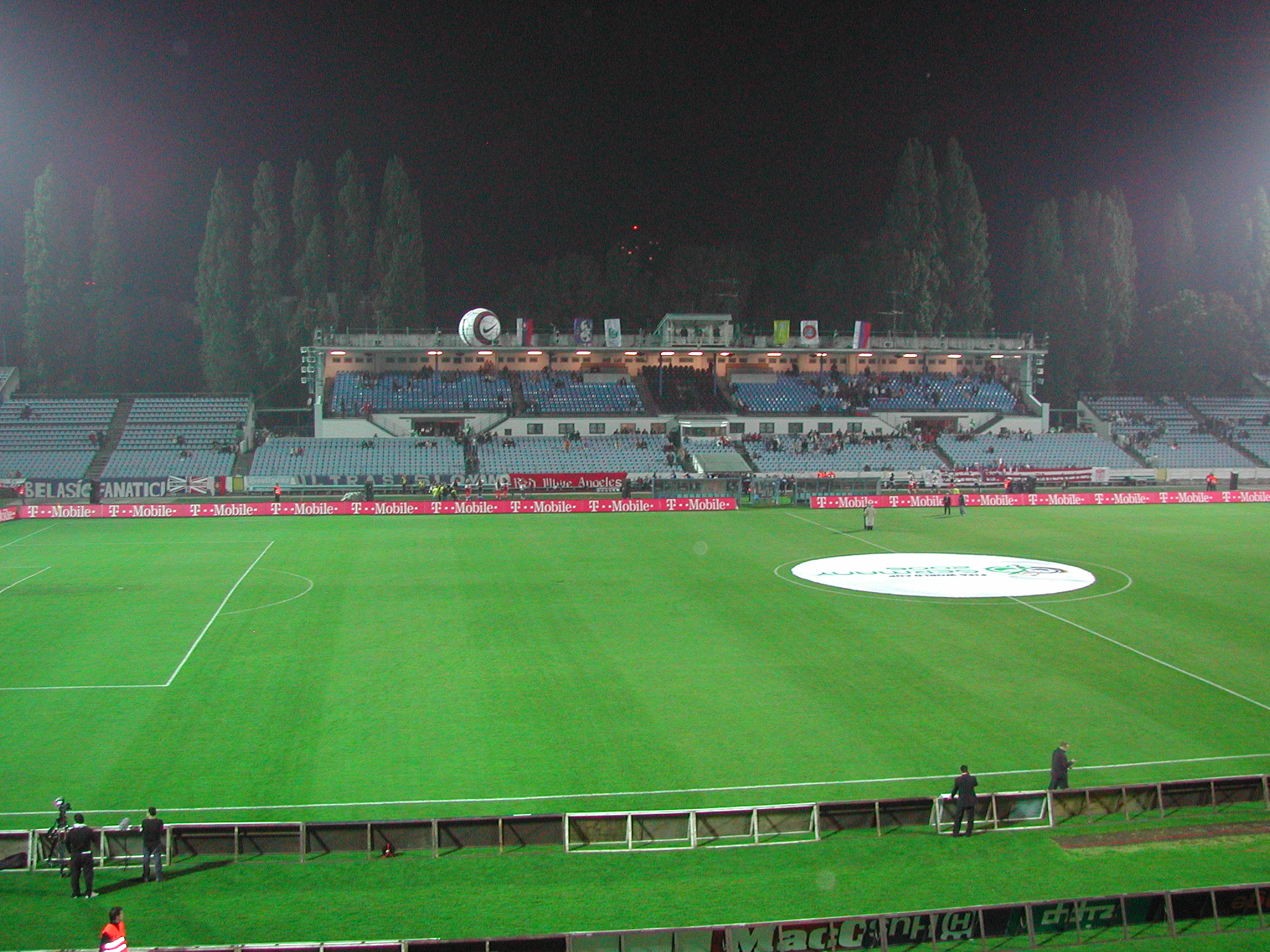
Вид з центральної трибуни, 2005 рік.
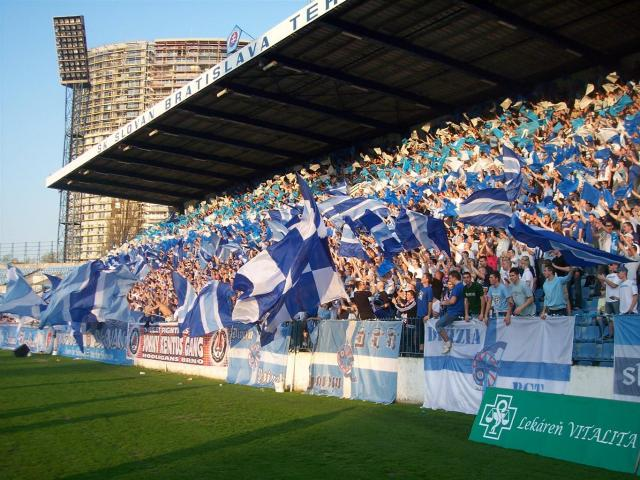
Вболівальники «Слована» на стадіоні у 2009 році.
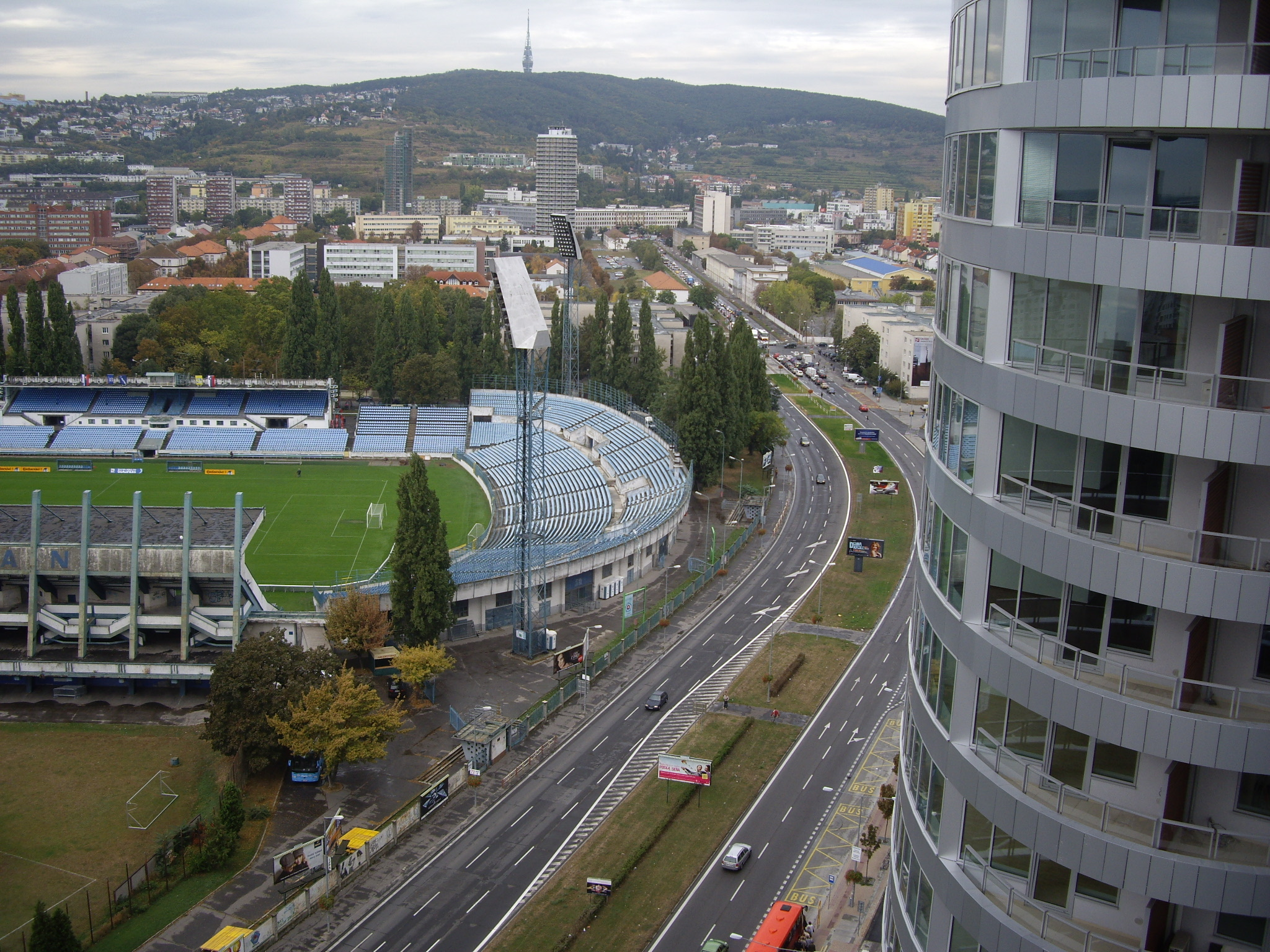
Загальний вид стадіону. 2009 рік.
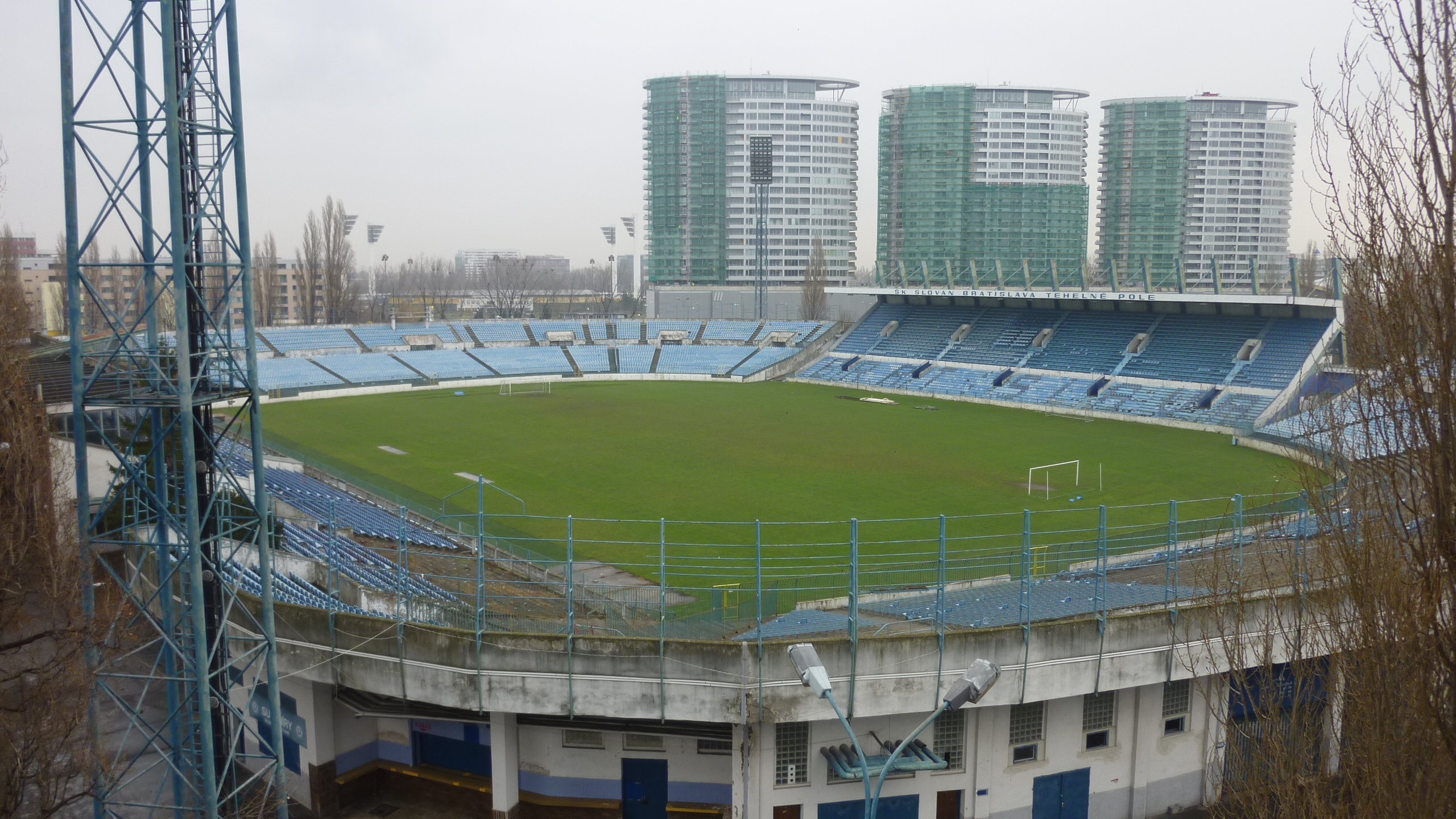
Стадіон після закриття. 2011 рік.
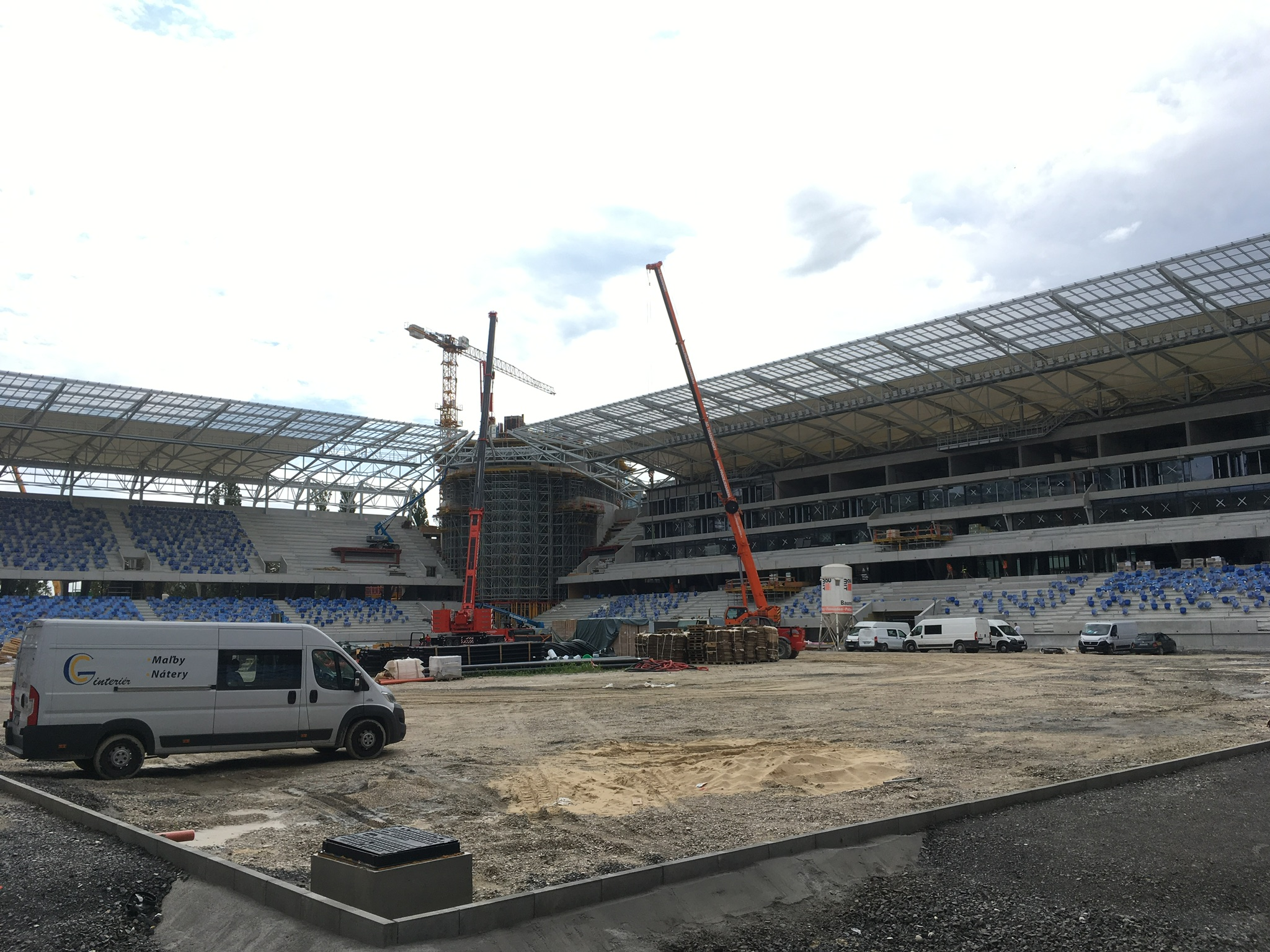
Будівництво нової арени на місці знесеного стадіону